# Список Героев Советского Союза (Таджикистан)

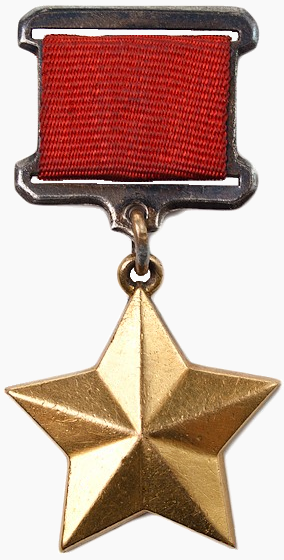
Медаль «Золотая Звезда» — вручалась Героям Советского Союза

Список Героев Советского Союза Таджикистана включает в себя Героев Советского Союза, которые родились или жили в Таджикской ССР (в том числе прибывших на жительство после Великой Отечественной войны).
49 воинам-посланцым Таджикской СССР было присвоено высокое звание Героя Советского Союза.

## А
- Азизов Домулло
- Амиршоев Сафар
- Андреев Василий Аполлонович
- Аникин Николай Андреевич
- Ахмедов Фатулла

## Б
- Балакин Николай Пименович
- Бояркин Василий Илларионович
- Буторин Виктор Васильевич
- Буюклы Антон Ефимович

## В
- Валухов Иван Семёнович
- Вернидуб Пётр Данилович
- Владимиров Михаил Николаевич

## Г
- Гаврилов Тимофей Кузьмич
- Гордеев Александр Семёнович
- Горелов Александр Петрович

## Д
- Давлатов Бакир Рахимович
- Данильянц Еремей Иванович
- Двадненко Иван Карпович
- Дмитриев Алексей Фёдорович
- Душкин Иван Ефимович

## К
- Карабаев Негмат
- Касимов Хайдар
- Кашпуров Петр Афанасьевич
- Кинжаев Ходи Исабаевич
- Коржов Даниил Трофимович
- Кратов Дмитрий Николаевич
- Круминь Иван Андреевич
- Курбанов Ахмеджан

## Л
- Лапшин Алексей Степанович

## М
- Мирзаев Тохтасин
- Мнышенко Михаил Яковлевич
- Мухамед-Мирзаев Хаваджи

## Н
- Назаров Туйчи
- Недошивин Вениамин Георгиевич
- Новосельцев Михаил Иванович

## О
- Обухов Василий Михайлович

## П
- Панфилов Михаил Михайлович
- Протопопов Иван Иванович

## Р
- Разволяев Иван Павлович
- Разин Иван Петрович
- Рахматов Рахимбай
- Рахимов Азим
- Родных Михаил Васильевич
- Рудой Анатолий Михайлович

## С
- Саидбеков Амирали
- Сейтвелиев Сейтнафе
- Спатаев Карсыбай

## Т
- Таран Григорий Алексеевич
- Тихонов Павел Иванович
- Турдыев Саидкул Алиевич

## У
- Уразов Чутак

## Ф
- Филиппов Григорий Андреевич

## Х
- Хабиев Вильдан Саидович
- Хакимов Алим Хакимович
- Хамзалиев Исмаил
- Ханжин Павел Семёнович
- Ходов Константин Елизарович

## Ч
- Чепурин Филипп

## Ш
- Шарипов Иргаш Касымович
- Шарипов Исмат
- Шмелев Борис Елисеевич[2]

## Э
- Эрджигитов Туйчи
- Яцковский Серафим Вадимович

## Я
- Якибов Урумбек